# 刘慎权
刘慎权（1930年—2022年10月12日），男，广东南海人，中国计算机辅助设计与计算机图形学专家，中国计算机事业60年杰出贡献特别奖获得者。

## 生平
刘慎权1956年毕业于四川大学数学系，1959至1962年留学前苏联，在莫斯科苏联科学院获物理数学副博士学位。自1956年起，在中国科学院计算技术研究所任研究实习员、助理研究员、副研究员、研究员及博士生导师。从事数值计算、计算机辅助设计、计算机图形学和科学计算可视化的研究，是新中国最早从事计算数学和计算机应用的学者之一。